# 機種変更
機種変更（きしゅへんこう）とは、携帯電話・PHSの利用者が、現在の回線契約と電話番号を他の端末にそのまま引き継いで移し変える手続きのことである。端末を買い換える場合に必要となる。機種変・機変と略される。
SIMカードなどを使用しない方式の端末についていわれる概念であり、変更前、変更後ともにSIMカードに対応する機種においては機種変更と言わず、買い増し（端末増設）という扱いになる（変更後もSIMカードを入れ替えれば古い端末を利用することが可能となる）。
類似の概念に、契約変更（けいやくへんこう）がある。

## 機種変更の概要
機種変更は、通信事業者が認めたショップ等で、申込み手続き・承認の後、通信事業者が用意した専用の装置を使っておこなわれる。したがって、加入者自らが変更することはできない（但し、SIMカードを採用した機種については、加入者がSIMカードを別端末に入れ替えるだけで使用可能な場合もある）。
機種変更を必要とする方式の端末は、店頭において「新規契約用」の在庫と「機種変更用」の在庫が別々に存在する。前者は電話番号が付随しているが、後者はそれがないという違いがある。
「機種変更用」端末の販売価格は、「新規契約用」のものと比べて一般に高価である（正確にいうと、値引きが少なく、より原価に近い価格である）。これは、新規契約は料金収入の増加が期待でき、そこからインセンティブを捻出して値引きできるのに対して、機種変更は増収には直接つながらないことから、大幅な値引きがしづらいためである。また、番号ポータビリティをはじめとする新規契約では必ず電話機の購入が必要となるため、新規契約用が機種変更用並みの価格では新規契約者獲得の妨げとなる恐れもある。
しかし、機種変更端末価格が高止まりでは既存契約者の端末の世代交代が進まず、新しいサービスの普及の妨げとなることから、事業者による機種変更の促進策として、新規契約あるいは前回の機種変更から一定期間（1〜2年以上）が経過している利用者に対しては、ある程度の割引が行われることが多い。利用料金に応じて貯まったポイントによる割引サービスを事業者が用意したり、事業者が期間限定で機種変更の割引キャンペーンを行うこともある。特に、既存端末が何らかの理由で一定期間以内に使用不可となる場合、無料もしくは通常より格安でその機械以降も使用可能な端末に機種変更できる場合も多い（後述）。ただし、機種変更の割引キャンペーンは、有料のオプションサービス(指定割引サービス・パケット定額制など)の契約を条件としている場合もある。なお、既存回線を解約して新たな回線で同一キャリアの新規契約をする場合、前回線の中途解約にあたっては解約手数料がかかる場合があり、新規契約しなおすことによる手数料も発生する。そのため、新規契約時の端末価格・解約手数料・新規契約事務手数料を足した金額よりも各種割引サービス利用時の機種変更価格が安くなる場合もある。
機種変更は端末の購入を伴うのが普通であるが、場合によっては利用者が別途調達した端末を持ち込んで機種変更手続きを依頼することもある。これを持ち込み機種変更という。事業者によっては持ち込み機種変更に一定の制約を課している場合がある。
機種変更を行うと、元の端末は白ロムとなり、再度契約情報を登録しない限り通話・通信に使うことはできなくなる。事業者はリサイクル促進のため機種変更後の白ロム端末を任意で引き取っているが、実際には多くの利用者が、受信メールや個人情報の保全、カメラなど端末単体機能の利用を理由に、リサイクルに応じず端末を持ち帰っている。
機種変更は、より新しい機種、あるいはより上位の機種に対して行われるのが普通であるが、利用者の事情によっては、古い機種や下位の機種に変更する場合もある。
日本では、2014年現在、以下の方式の端末に関して機種変更が行われる。
- NTTドコモのFOMA、Xi
- KDDIおよび沖縄セルラー電話の各auの端末でCDMA 1X WIN、au 4G LTE
- ソフトバンクモバイルのSoftBank 3G、SoftBank 4G、SoftBank 4G LTE
- ウィルコムの端末でW-SIMを採用していないもの

## 契約変更
同じ通信事業者の他の通信方式の端末に契約を移行することを、特に契約変更という。
今日では主に、第3世代携帯電話から第4世代携帯電話に移行することを指す。
一般に、通信事業者は、利用者が新しい方式に移行することを望むため、契約変更用端末の販売価格は新規契約用とあまり変わらないくらいの値引きがなされるのが通例である。
利用者が新しい方式の電波状況や端末に不満であった場合、元の方式に戻すという逆方向の契約変更が行われることもある。
日本では、2015年現在、以下の方式の端末間について契約変更が行われる。
- NTTドコモのFOMAとXiまたはPREMIUM 4G、XiとFOMAまたはPREMIUM 4G、PREMIUM 4GとFOMAまたはXi
- KDDIおよび沖縄セルラー電話の各auのCDMA 1X WINとau 4G LTEまたはau 4G LTE(VoLTE)、au 4G LTEとCDMA 1X WINまたはau 4G LTE(VoLTE)、au 4G LTE(VoLTE)とau 4G LTEまたはCDMA 1X WIN
- ソフトバンクのSoftBank 3G/SoftBank 4GまたはSoftBank 4G LTE。SoftBank 4GまたはSoftBank 4G LTE/SoftBank 3G
- ウィルコムの従来型PHSとWILLCOM CORE 3G（ただし、WILLCOM CORE 3Gは、WILLCOM CORE XGPサービスの展開が広がるまでの繋ぎサービスで、ドコモのFOMAハイスピードを利用したMVNOとしてのサービス）

また、古い方式のサービスが終了（停波）する場合、利用者が希望すれば新しい方式への契約変更を行うことができ、その場合の端末価格や手数料は大幅に優遇されるのが普通である（類似事例として、他社への移行・譲受事例としては、アステルグループ・ドコモPHSの停波で、他事業者へ移行する場合も、新規手数料や端末が無料で提供されたり、契約期間の引き継ぎなどを行うケースがあった）。auのC101SやソフトバンクモバイルのV-N701/V-NM701/V801SA等、ネットワーク増強・改修によって当該機種が使用不能となる場合（使用継続には預かり補修が必要な場合も含む）も、同様に格安で新しい端末を購入する措置が取られる場合もある。
なお、同じ事業者内の通信方式の変更であっても、契約を継続せず電話番号が変わる場合は、単なる解約と新規契約の扱いになり、契約変更とはいわない（上述の、ウィルコムのケースを除く）。これには、ドコモPHSからmova/FOMAのようにそもそも契約変更できない場合や、端末を安価に購入するために電話番号の変更を承知の上であえて新規契約する場合などがある。

## 注
1. ↑  ただし、通信方式の変更やSIMカードの規格変更が起きた場合、新しいSIMカード契約になるためSIMカードを入れ替えても前の端末を利用することはできなくなる。
2. ↑  平成16年度の携帯電話・PHSにおけるリサイクルの取り組み状況について 社団法人電気通信事業者協会・2005年6月21日付けプレスリリース
3. ↑  KDDIでは、機種変更して不要となりユーザーが持ち帰った携帯電話には過去に撮影した写真などユーザーの思い出が詰まっているとして、「おもいでケータイ再起動」と称したイベントを定期的に各地で開催している。